# Flora Wambaugh Patterson
Flora Wambaugh Patterson, née le 15 septembre 1847 et morte le 5 février 1928,,, est une mycologue américaine et la première femme phytopathologiste embauchée par le département de l'Agriculture des États-Unis. Elle a dirigé les collections nationales de champignons des États-Unis pendant près de trente ans, développant radicalement la collection et façonnant son orientation. Patterson elle-même ou le personnel sous sa direction a découvert de nombreuses maladies fongiques importantes des plantes.

## Vie
Flora Wambaugh est née à Columbus, dans l'Ohio, de Sarah Sells (Wambaugh) et du ministre méthodiste A. B. Wambaugh. Elle a étudié les champignons comme passe-temps dans son enfance. Elle a fréquenté Antioch College dans l'Ohio, obtenant son diplôme de premier cycle universitaire en 1865. Elle a ensuite obtenu deux maîtrises du Cincinnati Wesleyan College (en),. Wambaugh a épousé le capitaine Edwin Patterson en 1869, prenant son nom, et ils ont eu deux enfants ; elle a travaillé pour soutenir financièrement la famille. Après sa mort, Patterson a continué ses études à l'université de l'Iowa et en 1892 ou 1893 a prévu de se transférer à l'université Yale,. Lorsque Yale l'a rejetée parce qu'elle était une femme, elle a déménagé à Cambridge, dans le Massachusetts, et a commencé des études au Radcliffe College, où elle a travaillé au Gray Herbarium (en) à Harvard.
En 1895, Patterson rejoint l'USDA en tant que pathologiste, embauchée par Beverly T. Galloway (en) avec Franklin Sumner Earle. Au cours de ses presque trente années de mandat à l'USDA, Patterson a augmenté la taille des collections nationales de champignons des États-Unis de près de six fois, de 19 000 à 115 000 spécimens de référence. Elle a identifié de nombreuses nouvelles espèces de champignons, notamment ceux responsables de la pourriture de l'ananas (Thielaviopsis paradoxa (en)), de la cloque du pêcher (Taphrina) et du « balai de sorcière » sur les Bambusoideae (Loculistoma bambusae (en)), qui était un genre entièrement nouveau. Avec Edith Katherine Cash et William Webster Diehl (en), elle a publié la série de type exsiccata Mycological exchange de 1921 avec des spécimens distribués par l'USDA.
Patterson était notamment chargé d'identifier de nouveaux agents pathogènes fongiques et a joué un rôle de premier plan dans l'identification de Cryphonectria parasitica qui a anéanti les forêts de châtaigniers de l'est de l'Amérique du Nord et de la galle verruqueuse de la pomme de terre. Patterson a été impliqué dans le don de cerisiers par le Japon aux États-Unis, ce qui a finalement conduit à la destruction du premier envoi d'arbres infectés par de multiples types d'insectes et de maladies. Tous ces incidents ont conduit à l'adoption de la loi sur la quarantaine des plantes de 1912 qui visait à empêcher l'introduction de maladies invasives nuisibles.
Elle était membre de l'Association américaine pour l'avancement des sciences et de la Société américaine de botanique, ainsi que membre de cinq autres sociétés professionnelles, dont l'American Association of University Women,,.
Patterson a continué à travailler à l'USDA jusqu'à sa retraite à l'âge de 75 ans, puis a vécu avec l'un de ses fils à New York jusqu'à sa mort en 1928 à l'âge de 80 ans,.